# 全国市民政治ネットワーク
全国市民政治ネットワーク（ぜんこくしみんせいじねっとわーく 英名：Japan People's Political Network）は、生活クラブ生活協同組合が1977年5月に始めた社会運動のひとつ代理人運動（だいりにんうんどう）として始まった。現在はグリーンコープの地域にも広がり活動している。2005年11月までは代理人運動交流センター。略称は全国ネット（ぜんこくねっと）。全国市民政治ネットワークは全国各地の加盟団体のネットワーク体として機能しており、活動の主体は加盟団体が担っている。

## 概要
1968年以来、首都圏を中心に組合員数約 23万の組織に成長した生活クラブはエコロジーやワーカーズ・コレクティブなど生活に関わるあらゆる領域で多様な試みを展開。それを発展させ、既成政党の政治家による政治が政治権力を生み出している現状を変えるために、消費者・納税者・生活者がネットワークをつくり、ひとりひとりの生活者の政治参加を代理する代理人を議会に送り込む運動である。
加盟団体は、地域政党として地域に密着した活動を展開している。町づくりを自ら担う市民こそが主役であるとの考えから、自分たちが送り出した議員を代理人と呼び、さまざまな市民活動と連携し、市民からの提案を議会で実現する仕事をゆだねる。一方、代理人運動を直接支えるのが、クラブが展開する地域で組織される生活者ネットワークで、地域や生活にかかわる問題の政策化や市民運動との連携、および代理人の選挙活動などを担う。メンバーの大半を女性が占め、女性の政治進出を推進している。
かつては日本社会党や新党さきがけ、1990年代後半から旧民主党時代を含め民主党→民進党、2017年以降は立憲民主党と協力関係にある。社民党や新社会党とも関係が深い。2015年以降は市民と野党の共闘に加わり、今では日本共産党や緑の党グリーンズジャパンとの協力関係もみられる。
代理人運動の出身者としては、国会議員に大河原雅子（立憲民主党）がいる。首長には上原公子（国立市）がいる。

## 加盟団体

### 現在
- 市民ネットワーク北海道
- 東京・生活者ネットワーク
- 神奈川ネットワーク運動
- 市民ネットワーク千葉県
- 埼玉県市民ネットワーク
- つくば・市民ネットワーク
- とりで生活者ネットワーク
- 信州生活者ネットワーク
- ふくおか市民政治ネットワーク
- くまもと生活者ネットワーク

### 過去
- ネットワーク横浜（2011年解散）